# Gräshoppor
Gräshoppor (Caelifera) är en underordning till insekter. De tillhör hopprätvingarna.
Gräshopporna har långa kraftiga bakben som de kan använda till meterlånga hopp. De är mestadels växtätare och dagaktiva. På bakbenen har de ett räfflat organ som de genom att gnida med vingarna åstadkommer ett starkt högfrekvent läte som hjälper dem finna en partner. Gräshopporna har ofullständig förvandling, det vill säga ur ägget kläcks en larv, kallad nymf, som liknar de vuxna insekterna med undantag för att den är mindre och saknar vingar. Något puppstadium finns alltså inte. Gräshopporna har det speciella könskromosomsystemet XX-X0, vilket innebär att honor har två X-kromosomer medan hannar, liksom hos till exempel människan, bara har en X-kromosom, men till skillnad från människohannar saknar de Y-kromosom.
Gräshopporna kan ofta höras på soliga ängar och åkrar på högsommaren och bidrar starkt till vad vi kallar högsommarstämning. Vi talar då ofta om att "syrsorna spelar", men så är det oftast inte. Vad vi hör är vanligen gräshoppor och vårtbitare. Den ena svenska arten av syrsor, hussyrsan, håller till inomhus och på soptippar. Den andra arten, mullvadssyrsan, finns bara i södra Sverige. I Afrika och Nordamerika finns storväxta arter som har en cyklisk livsrytm beroende av vädret, så att de vid gynnsamma förhållanden kan föröka sig explosionsartat och dra över landet i stora svärmar, som kaläter marken under sig, till exempel vandringsgräshoppor.
Vanligast i Sverige är grön ängsgräshoppa, Omocestus viridulus, som på ryggen är grön till färgen, ibland närmare brun, och på undersidan gulgrön. Gräshoppor förväxlas ofta med syrsor och vårtbitare, och i Sydeuropa cikador, som alla är mer nattaktiva. Vårtbitare är dessutom rovinsekter.

## Övrigt
- I Mexiko är rostade gräshoppor (chapulines) en delikatess som framför allt tillagas i Oaxaca.

Gräshoppor är även en av de vanligaste insekterna i Afrika. Gräshoppor anses som en delikatess av urinvånarna i Afrika eftersom  de är så närings- och proteinrika. De äts oftast grillade men kan också ätas råa eller som ingrediens i en gryta.

## Galleri

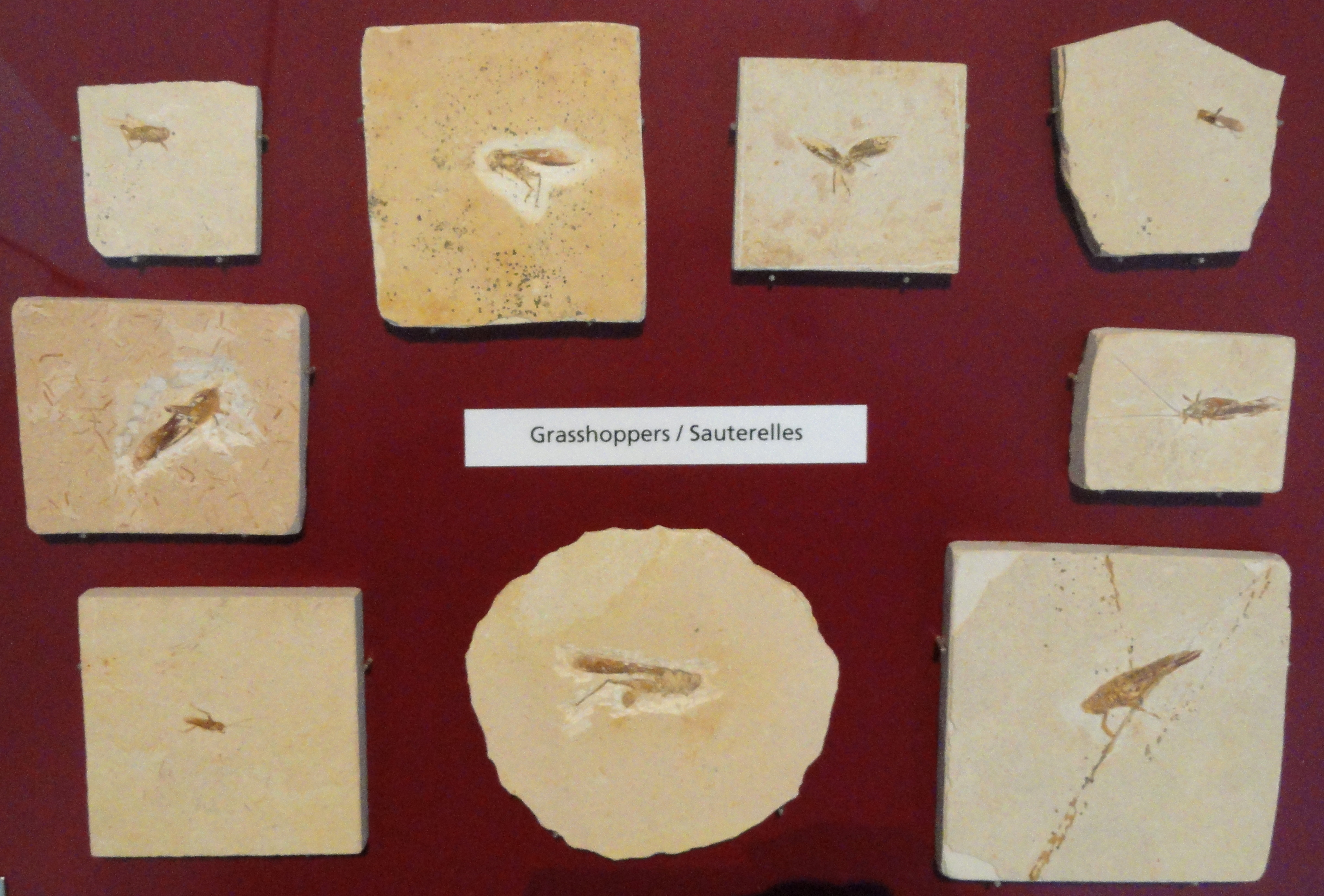
Fossiler av gräshoppor vid Royal Ontario Museum.
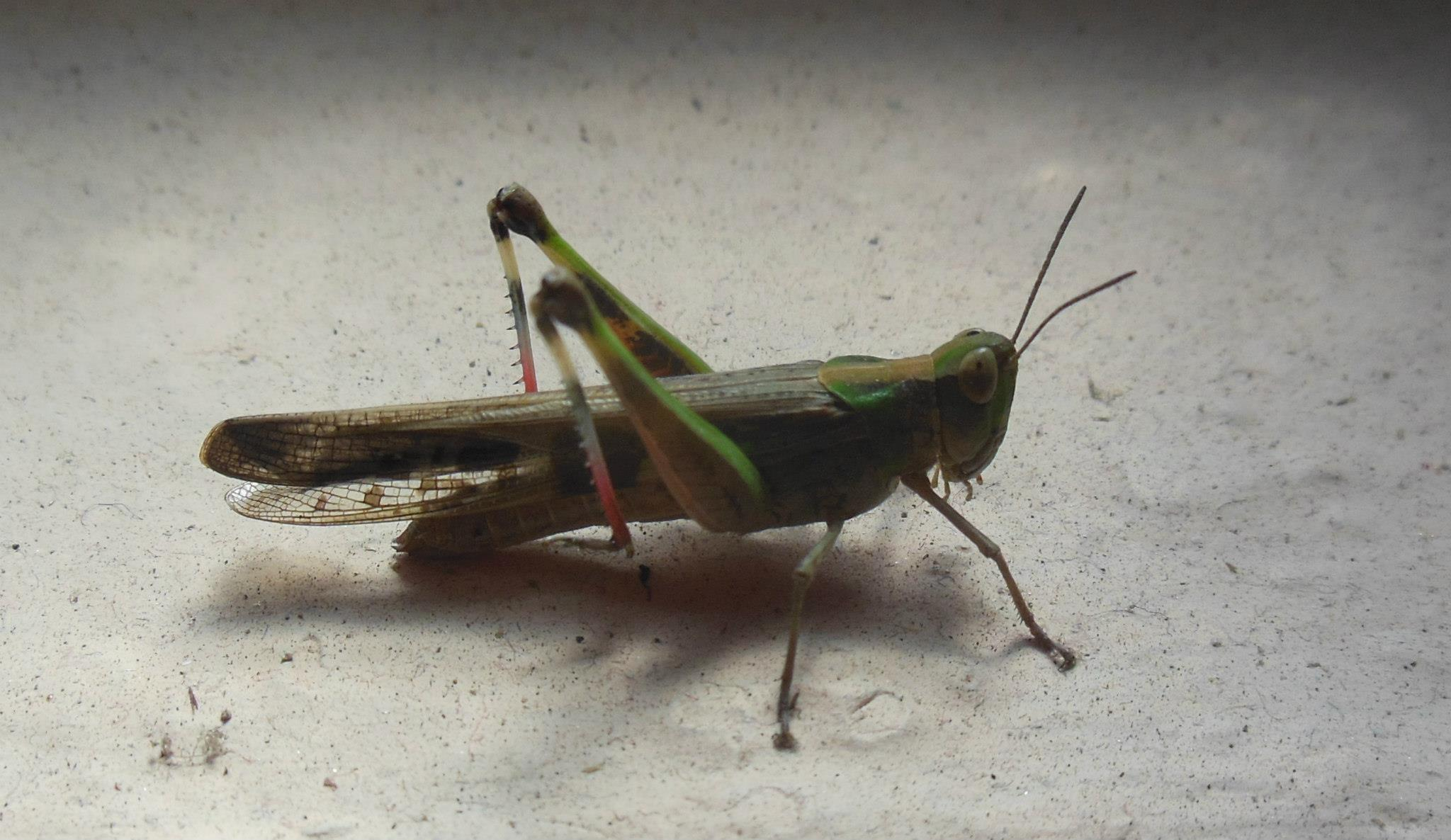
En vilande gräshoppa i Indien.

## Mer läsning
- De svenska arterna - Naturhistoriska Riksmuseet.
- Grasshopper species to watch for on the Canadian Prairies and Northern Great Plains, Dan Johnson
- Grasshoppers: Life Cycle, Damage Assessment and Management Strategy, Govt. of Alberta